# Hipopotamowate
Hipopotamowate (Hippopotamidae) – rodzina ssaków z podrzędu Ancodonta w obrębie rzędu parzystokopytnych (Atriodactyla).
Zwierzęta te charakteryzują się masywną budową ciała, grubą, pofałdowaną skórą prawie pozbawioną owłosienia i grubą warstwą podskórnej tkanki tłuszczowej. Prowadzą ziemnowodny tryb życia, potrafią długo przebywać pod wodą. Samce są większe od samic. Hipopotamy są roślinożerne. Dojrzewają w wieku 4-6 lat. Po 6-7 miesięcznej ciąży samica rodzi zwykle jedno młode. Żyją ok. 40 lat.
Istnieje hipoteza, że hipopotamowate były przodkami waleni. Zamieszkują Afrykę, ale ich szczątki kopalne znane są także z obszarów Azji i Europy (pliocen).
W XIX wieku hipopotamy zaliczano do rzędu gruboskórych, wraz z nosorożcami i słoniami.

## Taksonomia i pochodzenie
Rodzajem typowym rodziny jest Hippopotamus, reprezentowany przez hipopotama nilowego. Hipopotamek karłowaty należy do innego rodzaju w tej rodzinie − Choeropsis (lub Hexaprotodon − w zależności od autora).  Hipopotamowate są klasyfikowane czasami jako podrodzina Hippopotaminae. Z kolei inni taksonomowie grupują hipopotamy w rodzinie Anthracotheriidae, nadrodzinie Anthracotheroidea lub Hippopotamoidea.
W obrębie gatunku hipopotam nilowy na podstawie różnic morfologicznych w budowie czaszki oraz rozmieszczenia geograficznego wyodrębniono pięć podgatunków.

### Klasyfikacja

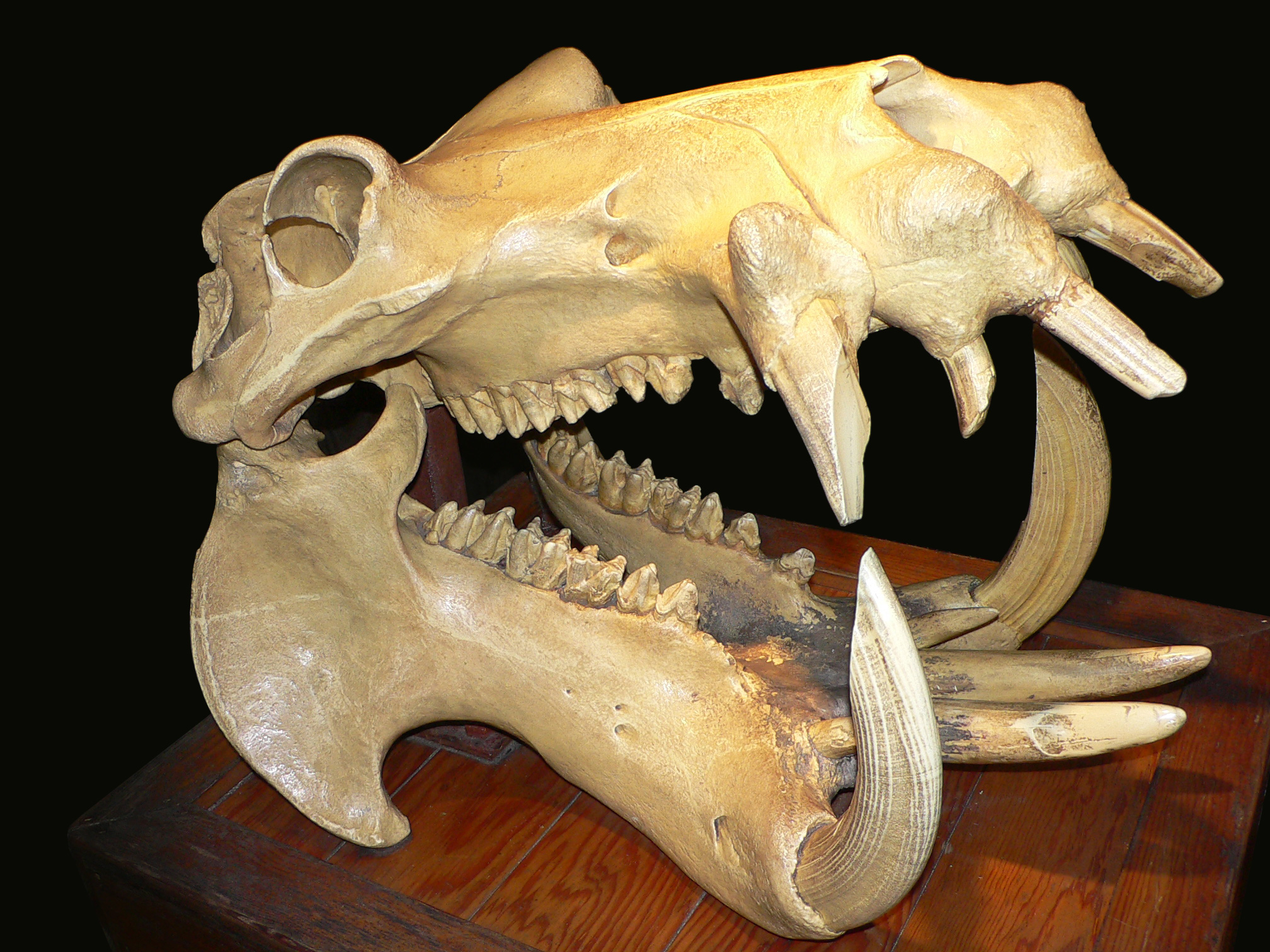
Czaszka hipopotama, widoczne duże kły używane do walk

Hipopotamowate sklasyfikowane są wraz z innymi rodzinami w rzędzie Cetartiodactyla, do którego zaliczane są m.in.: walenie, wielbłądy, wołowate, jeleniowate i świnie. Mimo to hipopotamy nie są ściśle spokrewnione z tymi zwierzętami.
Jak wskazuje nazwa, starożytni Grecy sądzili, że hipopotam jest spokrewniony z koniem (hippos znaczy koń). Do 1985 roku przyrodnicy grupowali hipopotamy razem ze świniami domowymi sugerując się budową zębów. Dane uzyskane najpierw z badania białek krwi, a następnie z filogenezy molekularnej, DNA
 oraz skamielin pokazują, że ich najbliższymi żyjącymi krewnymi są walenie – wieloryby, morświny, delfiny itp. Hipopotamy mają więcej wspólnego z wielorybami, niż z innymi parzystokopytnymi, jak świnie, ponieważ wspólny przodek hipopotamów i waleni oddzielił się w pewnym momencie od przeżuwaczy oraz innych parzystokopytnych. Linie rozwojowe hipopotamów i wielorybów rozdzieliły się niedługo po oddzieleniu się ich wspólnego przodka od innych parzystokopytnych.
Rodzina obejmuje jedną występującą współcześnie podrodzinę:
- Hippopotaminae J.E. Gray, 1821

Opisano również podrodzinę wymarłą:
- Kenyapotaminae Pickford, 1983

### Wymarłe gatunki

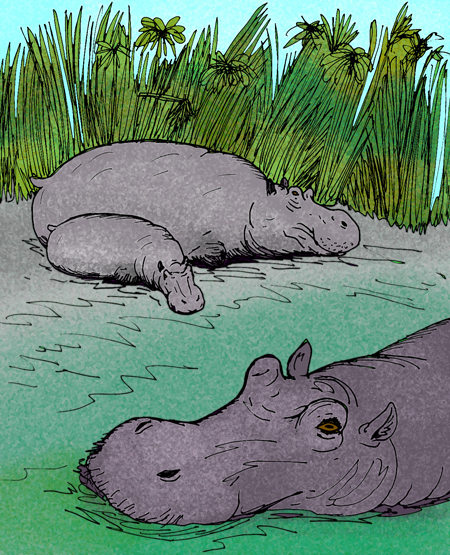
Hippopotamus gorgops miał wyjątkowo wysokie oczodoły, zamieszkiwał Europę, wyginął przed ostatnią epoką lodowcową.

W czasie holocenu na Madagaskarze wymarły trzy gatunki hipopotama madagaskarskiego, przy czym jeden z nich w ciągu minionego tysiąca lat.  Hipopotamy madagaskarskie były mniejsze niż współczesne hipopotamy nilowe, prawdopodobnie w wyniku procesu karłowacenia (zwierzęta mieszkające na wyspach są mniejsze od ich odpowiedników na kontynencie).  Dowody kopalne, mówią nam, że wiele madagaskarskich hipopotamów było zabijanych dla mięsa przez ludzi, co mogło przyczynić się do ich wyginięcia. Pojedyncze okazy madagaskarskich hipopotamów mogły przetrwać w trudno dostępnych zakątkach. W 1976 r. mieszkańcy wsi opisali żyjące tam zwierzę nazwane Kilopilopitsofy, który mógł być hipopotamem madagaskarskim.
Oddzielne gatunki hipopotama − hipopotam europejski (H. antiquus) i H. gorgops − występowały w kontynentalnej Europie i Wyspach Brytyjskich. Oba gatunki wymarły przed ostatnim zlodowaceniem.  Przodkowie hipopotama europejskiego dotarli także do wielu wysp w basenie Morza Śródziemnego podczas plejstocenu.
Plejstoceńskie hipopotamy karłowate rejonu Morza Śródziemnego żyły na Krecie (H. creutzburgi), Cyprze (H. minor), Malcie (H. melitensis) i Sycylii (H. pentlandi).  Hippopotamus minor przeżył do końca plejstocenu albo wczesnego holocenu. Dowody archeologiczne ze stanowiska Aetokremnos, wywołują debaty czy gatunek ten nie napotkał człowieka i został przez niego wytępiony.